# Schizosmittina vitrea
Schizosmittina vitrea is een mosdiertjessoort uit de familie van de Bitectiporidae. De wetenschappelijke naam van de soort is voor het eerst geldig gepubliceerd in 1879 door MacGillivray.